# Matsue
Matsue (jap. 松江市 Matsue-shi) – miasto w Japonii, ośrodek administracyjny prefektury Shimane.

## Położenie
Miasto leży w południowo-zachodniej części wyspy Honsiu, nad jeziorem Shinji, w pobliżu wybrzeża Morza Japońskiego. Graniczy z: 
- Izumo
- Yasugi
- Sakaiminato w prefekturze Tottori

Nad miastem góruje zamek Matsue-jō, jeden z nielicznych, oryginalnie zachowanych zamków Japonii.

## Historia

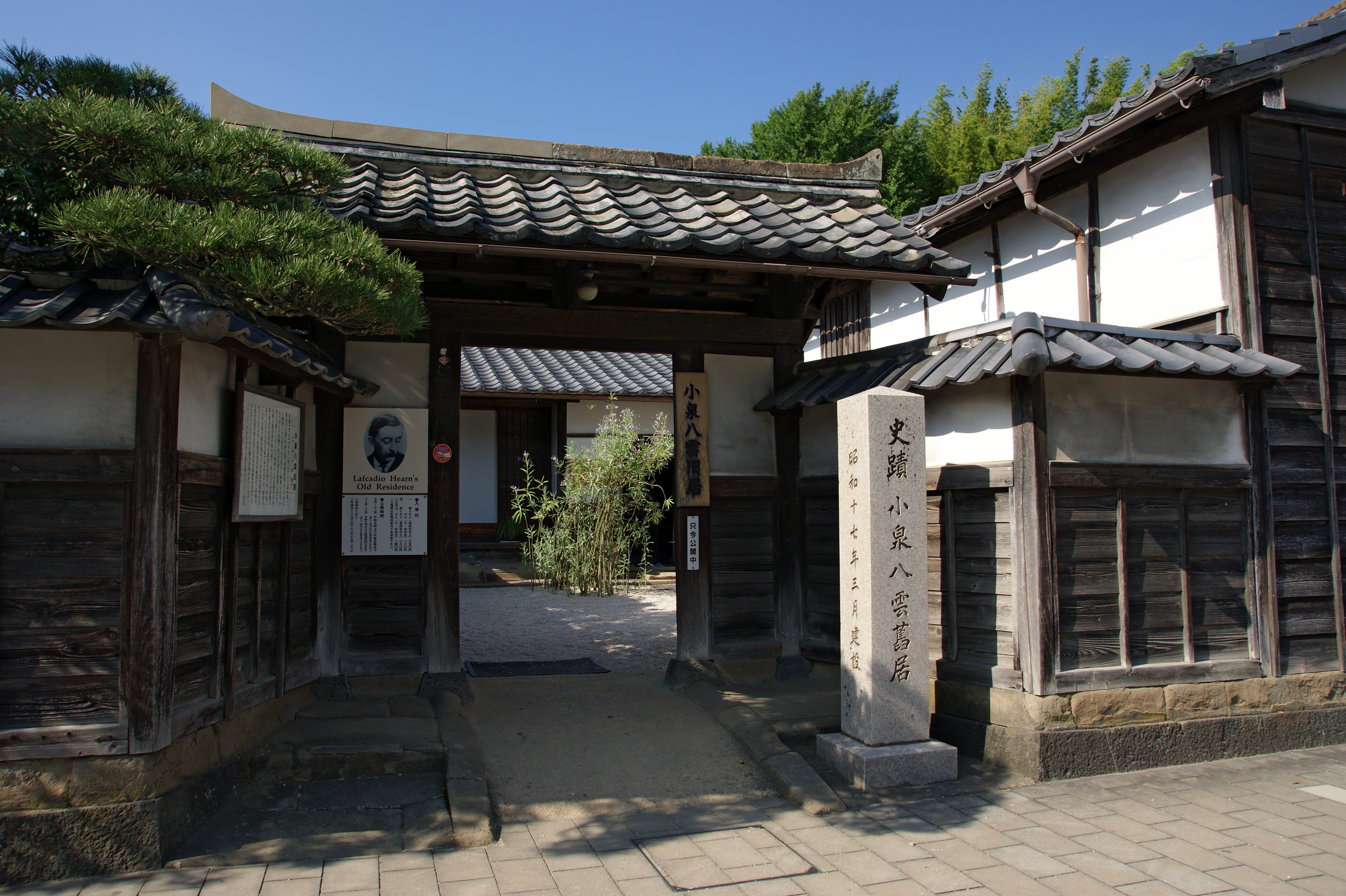
Dom Lafcadio Hearna w Matsue

W latach 1890–1891 w mieście mieszkał pisarz Lafcadio Hearn. Jego dom, z dobrze zachowanym i opisanym przez pisarza ponad 100 lat temu ogrodem, stanowi atrakcję turystyczną.

## Transport
W mieście znajduje się dworzec Matsue.

## Miasta partnerskie
- Stany Zjednoczone: Nowy Orlean
- Chiny: Hangzhou, Yinchuan, Jilin
- Korea Południowa: Chinju
- Irlandia: Dublin